# Dyckia insignis
Dyckia insignis är en gräsväxtart som beskrevs av Emil Hassler. Dyckia insignis ingår i släktet Dyckia och familjen Bromeliaceae. Inga underarter finns listade i Catalogue of Life.